# Омерагич, Эдин
Э́дин Омера́гич (босн. Edin Omeragić, род. 20 марта 2002 года, Женева, Швейцария) — швейцарский футболист боснийского происхождения, вратарь футбольного клуба «Серветт» и молодёжной сборной Швейцарии. Ранее выступал за юниорскую сборную Швейцарии до 15 лет.

## Клубная карьера
Воспитанник футбольного клуба «Серветт», в академии которого занимался с семи лет. 15 августа 2021 года дебютировал во взрослом футболе, сыграв в матче Кубке Швейцарии против клуба «Сен-Прекс». В чемпионате страны дебютировал 3 октября 2021 года в домашнем матче против «Янг Бойз», заменив во втором тайме Джереми Фрика.

## Карьера в сборной
Сыграл два матча в составе юниорской сборной Швейцарии до 15 лет, в составе которой дебютировал 13 сентября 2016 года в матче против сборной сверстников из Фарерских островов. Второй матч за сборную до 15 лет сыграл против сборной Словакии. 23 сентября 2022 года дебютировал за молодёжную сборную Швейцарии в матче против молодёжной сборной Боснии и Герцеговины.